# 張天馭
張天馭（1523年—？），字叔駕，號浅斋，直隸真定府深州人，民籍，明朝政治人物。

## 生平
嘉靖三十四年（1555年）乙卯科順天府鄉試第六十名舉人。嘉靖三十五年（1556年）聯捷丙辰科三甲第三十三名進士。工部观政，授直隶当涂县知县，三十八年升户部主事，四十年升员外，四十一年升郎中，四十二年升河南彰德府知府，四十五年升陕西副使，疏請致仕。

## 家族
曾祖張讓；祖父張翰，縣丞贈刑部員外郎；父張文芊，知縣封户部主事。母馮氏，贈安人；繼母劉氏，封太安人。兄天與、天祐、天枢、天眷（生员）、天衡、天祚（生员）、弟天维、天祉、天益（生员）、天亨、天元（生员）。